# Lindsey De Grande
Lindsey De Grande (* 26. April 1989 in Brügge) ist eine belgische Leichtathletin, die sich auf den Mittelstreckenlauf spezialisiert hat.

## Sportliche Laufbahn
Erste internationale Erfahrungen sammelte Lindsey De Grande beim Europäischen Olympischen Jugendfestival (EYOF) 2005 in Lignano Sabbiadoro, bei dem sie im 1500-Meter-Lauf in 4:30,62 min den sechsten Platz belegte. 2007 schied sie bei den Junioreneuropameisterschaften in Hengelo im 800-Meter-Lauf mit 2:06,46 min in der ersten Runde aus und 2009 erreichte sie bei den U23-Europameisterschaften in Kaunas in 4:15,90 min Rang vier über 1500 Meter. Im Jahr darauf startete sie erstmals bei den Europameisterschaften in Barcelona, schied dort aber über 1500 Meter mit 4:10,24 min in der Vorrunde aus. Über dieselbe Distanz belegte sie bei den Halleneuropameisterschaften 2011 in Paris in 4:16,15 min den sechsten Platz. Kurz zuvor stellte sie in Gent mit 4:09,18 min einen belgischen Hallenrekord über 1500 Meter auf. Mitte Juli wurde sie bei den U23-Europameisterschaften in Ostrava in 8:25,24 min Achte. Nach mehreren weniger erfolgreichen Jahren, bestritt sie von 2015 bis 2017 gar keine Wettkämpfe, kehrte dann aber erneut zur Leichtathletik zurück. 2021 startete sie dann über 1500 Meter bei den Halleneuropameisterschaften in Toruń, verpasste dort aber mit 4:18,45 min den Einzug ins Finale.
2009 wurde De Grande belgische Meisterin im 1500-Meter-Lauf im Freien sowie 2007 in der Halle. Sie studierte Bewegungswissenschaft und Physiotherapie an der Katholieke Universiteit Leuven.

## Persönliche Bestzeiten
- 800 Meter: 2:03,12 min, 21. Juli 2009 in Gent
  - 800 Meter (Halle): 2:07,62 min, 22. Februar 2009 in Gent
- 1500 Meter: 4:09,20 min, 22. August 2010 in Dubnica nad Váhom
  - 1500 Meter (Halle): 4:09,18 min, 13. Februar 2011 in Gent
- 3000 Meter: 9:27,19 min, 1. Mai 2019 in Herentals